# Through the Rain
"Through the Rain" é uma canção gravada pela artista musical estadunidense Mariah Carey, presente em seu nono álbum de estúdio, Charmbracelet (2002). Foi escrito por Carey e Lionel Cole e produzido por Jimmy Jam and Terry Lewis. A música foi lançada como primeiro single do álbum em 17 de outubro de 2002, e uma versão mais curta foi usada como tema de créditos finais para um drama japonês Taiho Shichauzo de 2002. Classificada por Carey como balada e tendo como gêneros principais a música pop e o R&B e contendo em sua instrumentação uma melodia de piano simples e sub-declarada, apoiada por sintetizadores eletrônicos suaves. "Through the Rain" era para ser uma visão das lutas pessoais de Carey ao longo de 2001, e liricamente fala sobre incentivar outros.
A música foi bem recebida, com muitos elogiando seu conteúdo lírico inspirador, e a descreveu como uma janela aberta na vida pessoal de Carey para os ouvintes. Comercialmente, foi o pior single de estreia de álbum na carreira de Carey até hoje na Billboard Hot 100 dos EUA, e seu primeiro single até então não chegou aos dez primeiros nos Estados Unidos. Apesar de ter parado no número 81, obteve sucesso nas paradas de dança da Billboard, alcançando o número 1 por uma semana nos Estados Unidos. A música alcançou posições ainda mais altas nos mercados internacionais, alcançando o primeiro lugar na Espanha e chegando ao top dez em países como Canadá, Itália, Países Baixos, Suécia, Suíça e Reino Unido.
Carey tocou "Through the Rain" ao vivo em várias participações em programas de televisão e prêmios ao redor do mundo. Ela estreou a música no NRJ Music Awards de 2002 e a apresenta em um especial de uma hora, intitulado Mariah Carey: Shining Through the Rain, que foi ao ar três dias depois na MTV. Nos Estados Unidos, Carey tocou a música no Today, The Oprah Winfrey Show e American Music Awards. Em toda a Europa, Carey tocou a música no The Graham Norton Show e na competição de talentos, Fame Academy. No Brasil, Carey se apresentou no Show da Virada e executou a canção. Além disso, "Through the Rain" foi incluído no set-list da digressão Charmbracelet World Tour: An Intimate Evening with Mariah Carey, que durou de 2003 a 2004.
O videoclipe da música, dirigido por Dave Meyers, é baseado no final dos anos 1960. Apresenta uma história passada e presente baseada na infância de Carey, e estrelada por J. D. Williams e Jamie-Lynn Sigler que interpretam os pais da cantora. O vídeo começa com cenas passadas da mãe de Carey sendo repudiada por sua família depois de se envolver romanticamente com um homem negro, e mostra a cantora no momento andando em meio a uma forte tempestade em Nova York. A gravada ao vivo pelas cantoras filipinas Regine Velasquez e Charice Pempengco.

## Antecedentes
Em 2001, Carey saiu da Columbia Records e assinou com a Virgin Records — empresa subsidiária da EMI Music — um contrato de US$ 100.000.000 de cinco álbuns. Meses depois, em julho de 2001, foi noticiado que a cantora sofreu um colapso físico e emocional. Em entrevista ao periódico USA Today no ano seguinte, a artista disse: "Eu estava com as pessoas que realmente não me conheciam, e eu não tinha uma assistente pessoal. Eu fazia entrevistas durante o dia todo e tinha cerca de duas horas de sono por noite, se pudesse". Após a grande cobertura da mídia em relação ao colapso de Carey e sua subsequente hospitalização, a Virgin e a 20th Century Fox atrasaram em diversas semanas o lançamento de Glitter (2001), filme estrelado por Carey, e sua trilha sonora correspondente (2001).
Glitter e sua trilha sonora acompanhante foram universalmente recebidas negativamente; ambos os projetos foram um fracasso comercial, com a trilha sonora sendo o álbum de Carey com menos vendagem até então. Após a grande negativação em relação à vida pessoal de Carey na época, bem como uma má recepção dos projetos, a Virgin rescindiu seu contrato de cinco álbuns no valor de US$ 100.000.000 e pagou-lhe apenas metade do valor proposto. Logo depois, Carey viajou a Capri, Itália, durante um período de cinco meses, no qual ela começou a escrever material para seu novo álbum, decorrente de todas as experiências pessoais que ela sofreu no ano passado. Mais tarde, naquele ano, ela assinou um contrato com a Island Records em um valor maior a US$ 24.000.000 e iniciou as atividades de própria empresa, a MonarC Entertainment. Para piorar ainda mais a carga emocional da cantora, seu pai, com quem ela teve pouco contato desde a infância, morreu de câncer naquele ano.

## Lançamento
Ao longo dos primeiros anos de sua carreira, os estilos musicais de Carey envolveram principalmente a música pop com influencias de R&B. Além disso, sua imagem era de uma mulher reservada e de vestimentas introspectivas, ou como Carey mais tarde a descreveu "a versão dos anos 90 de Mary Poppins". Com o passar dos anos 90, Carey começou a apresentar rappers em remixes e começou a infundir música hip-hop em sua musicalidade. À medida que sua música mudou, também mudou sua imagem, que se tornou mais sexual e destinava-se ao público mais jovem do que o apelo mais contemporâneo de seus trabalhos anteriores. De acordo com Michael Paoletta da Billboard, "Through the Rain" foi usado não apenas como um veículo para os ouvintes se sintonizarem com as lutas pessoais de Carey, mas também como um meio de "reconquistar" seu público ao longo dos estágios iniciais de sua carreira. Uma balada contemporânea e pop, ele sentiu que a música encontraria "muito apoio" de seus fãs mais antigos, enquanto seu público que se acostumou à sua música com sabor de hip-hop se sentiria "perdido e abandonado". Em uma entrevista à MTV News, o co-produtor da música Jimmy Jam descreveu por que Carey escolheu lançá-la como o primeiro single: "Eu acho que 'Through the Rain' é uma ótima maneira de começar o álbum, porque é emocional e meio que fala diretamente com as perguntas que as pessoas podem ter sobre o último ano de sua vida. É uma boa ideia tirar isso do caminho e seguir para músicas felizes e menos emocionais".

### Remix
O remix oficial da música apresenta vocais convidados de Kelly Price e Joe. O remix incorpora um fundo mais otimista e difere melodicamente do original. Enquanto o co-produtor do álbum, Jimmy Jam, o descreveu como uma "busca por estrelas", Sarah Rodman, do Boston Herald, sentiu que, embora o remix fosse mais otimista do que o original, "não conseguiu acelerar o pulso".

## Composição
"Through the Rain" é um balada de tempo médio, tendo contendo gêneros principais a música pop e o R&B contemporâneo. A música é construída em torno de uma melodia de piano e apresenta uma batida que é acentuada pelos sintetizadores eletrônicos suaves. Além de sua melodia e estrutura pop, Jeff Vrabel, do Chicago Sun-Times, notou um toque de gospel em relação a mensagem da música, descrevendo-a como "gospel light". Em termos vocais, "Through the Rain" mostra Carey cantando em um estilo "contido" durante a maior parte da música, pois o primeiro verso e coro são cantados com vocais ofegantes. Após o segundo refrão, a ponte está ligado ao clímax da música através de uma nota longa e com cinto. David Germain, do Daily Union, sentiu que a composição da música, assim como a performance vocal de Carey, eram "simples e reservadas", com Carey no "controle total" de sua voz. "Through the Rain" foi escrito por Carey e Lionel Cole e produzido por Jimmy Jam and Terry Lewis. De acordo com as partituras publicadas no Musicnotes.com pela Universal Music Publishing Ltd., "Through the Rain" é definido em tempo comum com um ritmo de 64 batidas por minuto. É composta na tecla de Lá bemol maior, mas com a tecla de transposição para Si maior, com o alcance vocal de Carey que se estende desde a nota baixa de E3 até a nota alta de F5.
Liricamente, a música apresenta uma mensagem inspiradora de força interior e mostra Carey chegando aos ouvintes. A música usa uma tempestade como uma metáfora para problemas na vida, enquanto encoraja outras pessoas a "atravessar a chuva" através da perseverança. O primeiro refrão começa: "Quando você é pego na chuva / Sem onde correr / Quando está perturbado e com dor sem ninguém / Quando você continua clamando para ser salvo", ilustrando um momento na vida de um indivíduo em que ele está cercado por conflitos. O refrão então serve como um guia para aqueles que ainda sofrem: "Eu consigo atravessar a chuva, consigo me levantar de novo por conta própria / E sei que sou forte o suficiente para consertar / E toda vez que sinto medo, segure mais forte a minha fé / E eu vivo mais um dia e faço isso através da chuva". Da mesma forma, o segundo verso mais uma vez revisita momentos difíceis quando "as sombras se fecham", antes de continuar no segundo coro e no clímax. Enquanto a música foi feita para os ouvintes ganharem confiança e força, também os permite entrar nas lutas pessoais de Carey que ela sofreu ao longo de 2001. Lola Ogunnaike, do The New York Times, descreveu a música como um "triunfo sobre a adversidade", enquanto um escritor do Sydney Morning Heral descreveu "é uma visão de seus problemas recentes". Em uma entrevista à MTV News, Carey descreveu o conteúdo lírico da música em profundidade:

Eu sempre tentei inserir positividade nas minhas músicas sempre que posso, para inspirar outras pessoas que passam por problemas. Quero dizer, as coisas sobre as quais eles falaram nos tablóides e as coisas que eram tão excessivamente exageradas, esse é um aspecto. Eu também passei por muitas coisas pessoais, muitas coisas de família este ano. Perder um dos pais é algo intenso para qualquer um. Isso me trouxe para outro lugar. As pessoas vão interpretar como: 'Esta é Mariah e sua luta'. Mas do jeito que eu tento dizer é: 'Tudo bem quando você diz que eu consigo atravessar a chuva'. Não apenas eu dizendo: 'Eu consigo superar a chuva', sou eu dizendo às pessoas que, se você acredita que pode passar pelo que está passando, pode chegar ao outro lado.

## Recepção crítica
"Through the Rain" recebeu críticas positivas de críticos de música; muitos elogiaram a performance vocal restrita de Carey, bem como o acompanhamento instrumental simples da música, enquanto outros a criticaram por ser excessivamente dramática. Jon Pareles, do The New York Times, o descreveu como "inspiradora", e sentiu que, devido à sua imprecisão, a música seria aplicável a todos os ouvintes, não apenas a Carey. David Germain, do The Daily Union, comentou como o arranjo musical simples da música e a entrega vocal "contida" de Carey ajudaram a tornar-se "modesta e reservada". Escrevendo para a Billboard, Michael Paoletta escolheu "Through the Rain" assim como Stephen Thomas Erlewine do Allmusic. Ele descreveu como uma música que foi projetada como "'Vision of Love' e 'Hero'" e escreveu: "Mariah está de volta ao campo adulto contemporâneo, não tentando mais provar que ela é real". Cara DiPasquale, do Chicago Tribune, chamou de "balada poderosa", enquanto Tom Sinclair, da Entertainment Weekly, escreveu "embelezada com sua pirotecnia vocal de marca registrada, é uma daquelas músicas altamente pessoais sobre encontrar o caminho para sair de um deserto emocional, mas afunda em seu próprio sentimentalismo encharcado". Da mesma forma, um escritor do Newsday também descreveu "Through the Rain" como uma "balada poderosa", e sentiu que ele lembrava o single anterior de Carey "One Sweet Day" (1995). Escrevendo para o Los Angeles Times, Randy Lewis observou como a música conseguiu levar efetivamente os ouvintes às lutas pessoais de Carey do ano anterior. Tina Brown, da Newsweek, sentiu que, embora os problemas pessoais de Carey não tenham sido totalmente resolvidos, a música a fez parecer "forte e triunfante".

## Desempenho comercial
Depois de estrear nos Estados Unidos, "Through the Rain" alcançou o número 81 na Billboard Hot 100. Além disso, alcançou o número um na Billboard Hot Dance Club Songs e também liderou o Hot Singles Sales. Enquanto a rotação no rádio foi basicamente fraco nos Estados Unidos, a música conseguiu sustentar um forte airplay por toda a Ásia. No Canadá, "Through the Rain" alcançou o número cinco na parada de singles e foi certificado como ouro pela Canadian Recording Industry Association (CRIA), denotando vendas de mais de 50.000 unidades. Em toda a Austrália e Europa, a música conseguiu atingir o pico entre os cinco primeiros em vários países. Na Austrália, "Through the Rain" estreou em sua posição de número quinze na  parada de singles, durante a semana de 14 de novembro de 2002. Na semana seguinte, a música começou seu declínio e teve uma trajetória total na parada de dez semanas. Em 11 de novembro de 2002, "Through the Rain" estreou no número quarenta e oito no gráfico Ö3 Austria Top 40. A música atingiu o número quarenta e cinco na semana seguinte e caiu fora do gráfico na décima primeira semana, enquanto estava com sessenta e oito.
A música alcançou gráficos relativamente fracos nos territórios flamengo e valoniano na Bélgica, chegando aos números quarenta e quatro e vinte e nove, respectivamente. Estreando na posição de pico de número dezesseis, "Through the Rain" chegou a um total de dezenove semanas na França, antes de cair em 22 de março de 2003. Na parada holandesa do Top 40Top 40, a música estreou no número trinta e dois. Quatro semanas depois, a música atingiu o número nove, antes de cair fora dos 40 primeiros, cinco semanas depois, encerrando sua execução de onze semanas. "Through the Rain" entrou na parada de singles da Nova Zelândia no número trinta e sete, durante a semana de 1º de dezembro de 2002. No total, a música passou três semanas na posição de número trinta e sete e um total de sete semanas na parada. Na Dinamarca e na Noruega, a música teve um sucesso moderado, chegando aos números treze e quinze, e durando no gráfico por uma e três semanas, respectivamente. Em 28 de novembro de 2002, "Through the Rain" estreou no número doze na parada sueca de singles e atingiu o pico do número sete. Embora lançado no final do ano, conseguiu terminar no número 83 no gráfico de final de ano. Da mesma forma, na Suíça, a música atingiu o número sete e terminou no número 98 no final do ano. No UK Singles Chart, "Through the Rain" atingiu o pico de número oito. Na semana seguinte, a música caiu para vinte e um número no gráfico, antes de cair fora do topo e quarenta duas semanas mais tarde.

## Vídeo musical

### Antecedentes

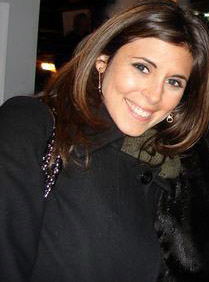
Jamie-Lynn Sigler (foto) interpreta o papel da mãe de Carey no vídeo.

O videoclipe, dirigido por Dave Meyers, foi filmado em Nova York em 30 de setembro e 1º de outubro de 2002. É vagamente baseado nos pais da cantora, Alfred e Patricia Carey, durante os tempos em que esteve concebida. Os personagens são interpretados por J. D. Williams e Jamie-Lynn Sigler, respectivamente, e incorporam temas de Charmbracelet e também da vida pessoal de Carey. Em uma entrevista à MTV News, Carey disse que, originalmente, o enredo do vídeo não teria nada a ver com as experiências passadas de seus pais com o racismo, mas foi alterado alguns dias antes do início das filmagens. Durante a entrevista, ela descreveu como o vídeo conteve elementos tornou reais:

Originalmente, não teria nada a ver com isso, mas as pessoas estavam olhando meus álbuns de fotos este ano. Meu pai e eu tínhamos feito alguns álbuns de fotos com seus parentes e pessoas diferentes da família. Algumas pessoas viram [os álbuns] e ficaram tipo 'Isso é incrível que você tenha'. Eu acho que todo mundo estava tipo, 'Como você se sentiria sobre esse tipo de conceito [para um vídeo]?' Então eu acho que pensei que alguém faria isso também seria eu. A história [do vídeo] é sobre um casal inter-racial. É como Romeu e Julieta, mas é ambientado nos anos 60 e eles são meio que divididos. É sobre a luta deles e eu sou tipo uma narradora. Não quero revelar muito sobre isso, mas é legal. Algo com o qual eu poderia me relacionar, sendo o produto de uma união inter-racial, embora [meus pais] nunca terminassem felizes depois de ficarem juntos na igreja.

Sigler, a quem foi oferecido o papel apenas alguns dias antes do início das filmagens, disse que sempre foi fã de Carey e aceitou a oferta imediatamente. Ela descreveu que as filmagens foram feitas baseadas na década de 1960 e que ela interpretou a mãe da cantora durante e após a gravidez. Sigler descreveu o enredo: "Com meu personagem, ela está basicamente indo contra os desejos dos pais de estar com esse rapaz. Ela está grávida de um bebê, que é Mariah, e eles fogem juntos. Então é uma história de amor épica, é legal". Carey revelou que o vídeo incorporaria uma cena de tempestade na cidade de Nova York. Carey explicou brincando, como ela originalmente não pretendia se molhar, mas achou que isso acrescentou muito ao vídeo.

### Sinopse
O vídeo começa com uma exibição do álbum de família pessoal de Carey. À medida que as páginas se abrem, a câmera amplia o zoom para uma fotografia em particular, de sua jovem mãe de frente para uma parede, com as costas viradas. À medida que a imagem é exibida, ela se transforma em imagens reais. Sua mãe se vira angustiada, enquanto a própria mãe começa a gritar com ela e a chamar de desgraça para a família. Isto é devido ao fato de que ela está grávida do filho de um homem negro, com quem ela quer se mudar. Ao sair de casa, sua mãe agarra o braço e arranca uma "pulseira de charme" do pulso. Quando a pega no chão, ela diz à mãe que a odeia e sai de táxi. Do vestuário e do cenário, é notável que as cenas retratadas estão acontecendo no final da década de 1960, antes do nascimento de Carey. Quando a música começa a tocar, o vídeo se concentra em Carey, andando pela rua na cidade de Nova York. Enquanto ela continua cantando e andando pela rua, a câmera aponta para o céu, que é escurecido por nuvens enquanto a luz começa a se ampliar.
Enquanto a chuva começa a cair e as pessoas começam a limpar as ruas, Carey continua andando no caminho. A garota agora chega ao seu destino e é recebida na casa de seu amante. Logo embarcam em um ônibus e viajam para um novo lar, onde morarão juntos. Quando eles estão prestes a entrar no ônibus, a mãe da menina é vista chorando em lágrimas por sua filha voltar para ela. Ela hesita e depois continua com seu amante para o transporte. A cena mais uma vez se concentra em Carey, que está de pé no meio de uma chuva torrencial, cantando para o céu. Quando ela chega ao clímax da música, Carey, agora seca e vestida com um longo vestido preto, é mostrada cantando no altar de uma igreja. Enquanto canta na igreja, são mostradas cenas da menina acendendo uma vela e seu amante deitado junto com ela em uma cama, antes de focar novamente em Carey. Ela olha para um casal de idosos na primeira fila da igreja, um casal inter-racial agora revelado ser seus pais e sorri enquanto usa o bracelete de charme de sua mãe. A mulher idosa começa a chorar, enquanto o marido segura a mão dela enquanto eles olham fixamente para Carey. Seus rostos rejuvenescem para mostrá-los como um jovem casal, enquanto suas fotos são tiradas e colocadas no álbum de família desde o início do vídeo.

## Apresentações ao vivo
Após o lançamento de "Through the Rain", Carey embarcou em várias turnês promocionais nos Estados Unidos, na Europa e na Ásia em apoio ao Charmbracelet, além de seus singles. A promoção da música anterior começou no NRJ Music Awards de 2002 , onde Carey apareceu no palco exibindo um cabelo longo e ondulado e vestindo uma saia longa preta e blazer jeans. Três dias antes do lançamento do álbum no país, um especial de uma hora intitulado Mariah Carey: Shining Through the Rain foi ao ar na MTV, no qual Carey foi entrevistada e cantou várias músicas de Charmbracelet e de seu catálogo. Durante a entrevista, Carey abordou rumores sobre seu colapso e sua causa, bem como sobre o álbum e sua inspiração, seguidos de uma pergunta e resposta com os fãs. Durante o mês de lançamento do álbum, Carey apareceu em vários talk shows de televisão, lançando sua turnê promocional no Today, onde ela apresentou um set-list de quatro músicas no Mall of America Field para uma multidão de mais de 10.000. Em 3 de dezembro de 2002, Carey apareceu no The Oprah Winfrey Show, onde ela tocou "Through the Rain" e "My Saving Grace", e concedeu uma entrevista altamente divulgada sobre a hospitalização de Carey. Em 4 de dezembro, Carey viajou ao Brasil para promover o Charmbracelet na América Latina, aparecendo no programa brasileiro Fantástico. Ela cantou "My All" e reprisou performances de "Through the Rain" e "I Only Wanted" usando um longo vestido rosa. Ela também fez uma aparição surpresa no Show da Virada, cantando "Through the Rain" e "My All", enquanto usava um vestido curto de prata. Em 7 de dezembro de 2002, Carey tocou "Through The Rain" na frente de uma multidão de 50.000 pessoas, no concerto de encerramento do Teletón mexicano, que aconteceu no Estádio Azteca do país.
Um mês depois, Carey foi destaque como um dos principais artistas do 30º American Music Awards, realizado em 13 de janeiro de 2003. Apresentado por Sharon Osbourne, Carey performou "Through the Rain" ao lado de um coro gospel ao vivo completo, e usava um longo vestido de gala preto. Durante o recital, imagens de manchetes de jornais descrevendo o colapso de Carey foram projetadas em uma grande cortina atrás dela, com a seguinte mensagem: "Quando você cai, você se levanta". Após a conclusão da música, Carey foi aplaudida de pé. No final de março, Charmbracelet foi lançado em toda a Europa, levando Carey a aparecer em vários programas em promoção do álbum. Ela tocou pela primeira vez os dois singles do álbum no programa britânico de paradas musicais, Top of the Pops, seguido por um set semelhante no The Graham Norton Show e Fame Academy. No último programa, Carey se juntou ao palco pelos finalistas do programa, enquanto todos cantaram o clímax em "Through the Rain" ao lado dela. "Through the Rain" foi apresentado apenas em sua turnê mundial Charmbracelet World Tour: An Intimate Evening with Mariah Carey, que durou de 2003–04. Durante as apresentações, Carey usava um sutiã brilhante e uma minissaia. Durante a maior parte da música, Carey a tocou sentada em um grande sofá, antes de permanecer no clímax. Em seu show em Manila, Rito P. Asilo, do Philippine Daily Inquirer, elogiou a versão ao vivo da música, descrevendo-a como um dos pontos altos do programa.

### Versões cover
A música foi regravada por vários artistas asiáticos. Em 2003, o cantor Regine Velasquez realizada uma versão ao vivo de "Through the Rain", como parte de um concerto íntimo que mais tarde foi transmitido na televisão asiático.
A música também foi coberta por Rachelle Ann Go na competição de canto de 2004, Search for a Star, como sua música vencedora. Além disso, ao promover seu EP de estréia nas Filipinas em 2007, Charice Pempengco cantou uma versão a capela da ponte e do clímax da música.

## Formatos e listas de faixas
CD Single Americano
1. "Through The Rain (versão do álbum)" – 4:51
2. "Through The Rain (Hex Hector/Mac Quayle Radio Edit)" – 4:11
3. "Bringin' On The Heartbreak (versão ao vivo)" – 4:50

CD Single Europeu
1. "Through The Rain (versão LP)" – 4:47
2. "Through The Rain (Remix part. Kelly Price & Joe)" – 3:31
3. "Through The Rain (edição completa da Rádio Intenção)" – 3:57
4. "Through The Rain (Boris & Michi's Radio Mix)" – 4:00

CD Single promocional do Japão
1. "Through The Rain (versão gospel)" – 4:24

## Créditos
Lista-se abaixo os profissionais envolvidos na elaboração de "Through the Rain", de acordo com o encarte do álbum Charmbracelet:
| - Mariah Carey: composição, produção, vocal principal - Lionel Cole: composição - James Wright: teclados, co-produção - James Harris III: produção - Terry Lewis: produção | - Steve Hodge: engenharia (vocal) - Brad Yost: engenharia (assistência), mixagem de áudio - Xavier Smith: engenharia (assistência), mixagem de áudio - Bob Ludwig: masterização |

## Desempenho nas paradas musicais e certificação
| Tabela musical (2002–03)                      | Melhor posição |
| --------------------------------------------- | -------------- |
| Alemanha (Official German Charts)             | 36             |
| Austrália (ARIA)                              | 15             |
| Áustria (Ö3 Austria Top 75)                   | 45             |
| Bélgica (Ultratop 50 de Flandres)             | 44             |
| Bélgica (Ultratop 50 da Valônia)              | 29             |
| Canadá (Canadian Singles Chart)               | 5              |
| Dinamarca (Hitlisten)                         | 13             |
| Escócia (Scottish Singles Chart)              | 15             |
| Espanha (PROMUSICAE)                          | 1              |
| Estados Unidos (Billboard Hot 100)            | 81             |
| Estados Unidos (Billboard Adult Contemporary) | 17             |
| Estados Unidos (Billboard Dance Club Songs)   | 1              |
| Estados Unidos (Billboard R&B/Hip-Hop Songs)  | 69             |
| Estados Unidos (Billboard Mainstream Top 40)  | 26             |
| Estados Unidos (Billboard Top 40 Tracks)      | 38             |
| França (SNEP)                                 | 22             |
| Irlanda (IRMA)                                | 16             |
| Itália (FIMI)                                 | 7              |
| Japão (Oricon Singles Chart)                  | 26             |
| Noruega (VG-lista)                            | 15             |
| Nova Zelândia (Recorded Music NZ)             | 37             |
| Países Baixos (Dutch Top 40)                  | 11             |
| Países Baixos (Single Top 100)                | 9              |
| Polônia (LP3)                                 | 43             |
| Portugal (Portuguese Singles Chart)           | 8              |
| Romênia (Romanian Top 100)                    | 22             |
| Reino Unido (UK Singles Chart)                | 8              |
| Reino Unido (OCC UK R&B)                      | 4              |
| Suécia (Sverigetopplistan)                    | 7              |
| Suíça (Schweizer Hitparade)                   | 7              |

| Tabela musical (2002)        | Melhor posição |
| ---------------------------- | -------------- |
| Países Baixos (Dutch Top 40) | 137            |
| Suécia (Sverigetopplistan)   | 83             |
| Suíça (Schweizer Hitparade)  | 98             |
| Tabela musical (2003)        | Melhor posição |
| Países Baixos (Dutch Top 40) | 183            |

| Região                                         | Certificação | Vendas |
| ---------------------------------------------- | ------------ | ------ |
| Canadá (Music Canada)                          | Ouro         | 5,000^ |
| ^distribuições baseadas apenas na certificação |              |        |